# Agrilus caudatus
Agrilus caudatus é uma espécie de inseto do género Agrilus, família Buprestidae, ordem Coleoptera.
Foi descrita cientificamente por Mannerheim, 1837.